# Epfig
Epfig è un comune francese di 2 210 abitanti ed è situato nel dipartimento del Basso Reno, nella regione del Grand Est.

## Società

### Evoluzione demografica
Abitanti censiti